# Cizre

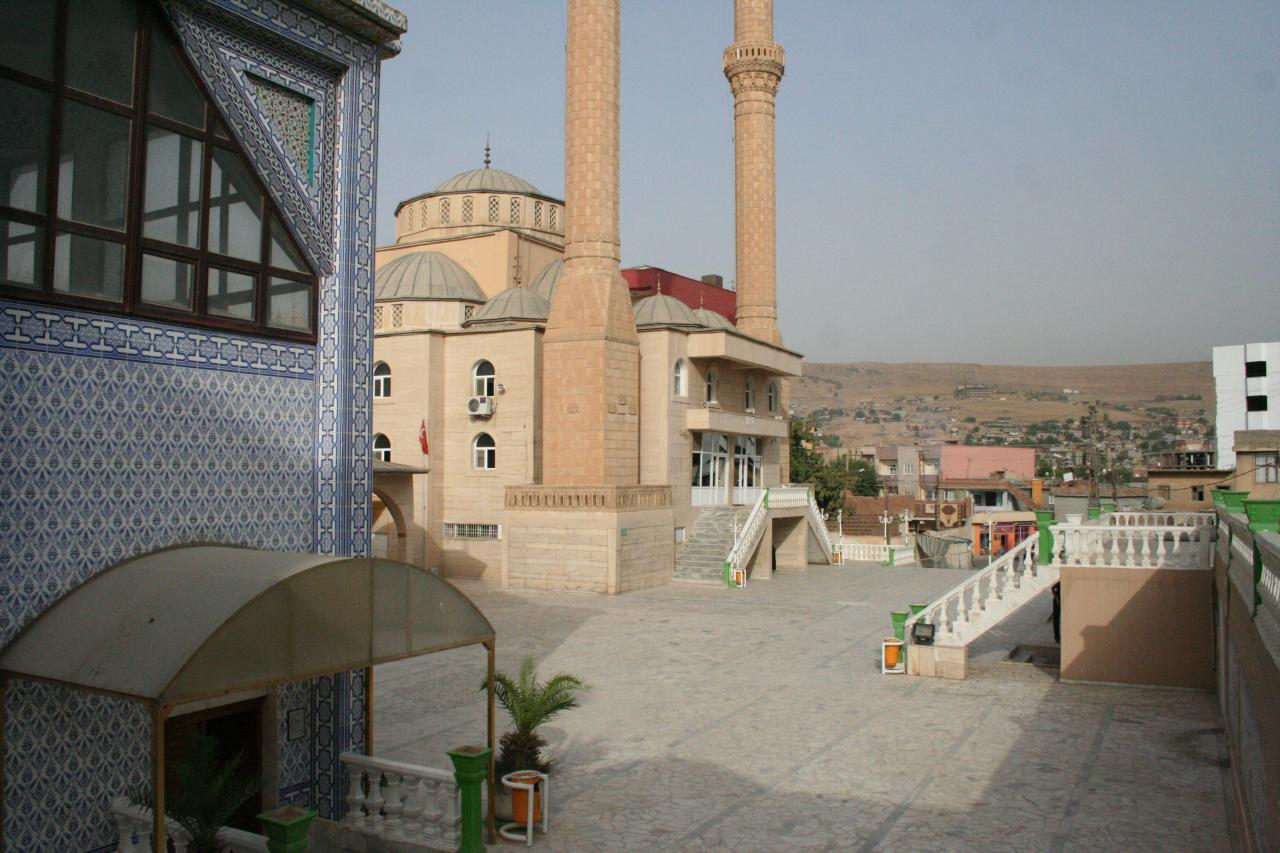
Noas mausoleum i Cizre.

Cizre (kurdiska Cizîra Botan, turkiska Cizre) är en stad i provinsen Şırnak i sydöstra Turkiet, vid gränsen mot Syrien. Folkmängden uppgick till 104 844 invånare i slutet av 2011. Staden benämns som kurdiska kulturens historiska centrum. Kurdernas nationalepos, Mem och Zin, levde och skrev här på 800-talet.